# Lim Jung-Woo
Lim Jung-Woo, född den 20 januari 1978 i Seoul, Sydkorea, är en sydkoreansk landhockeyspelare.
Han tog OS-silver i herrarnas landhockeyturnering i samband med de olympiska landhockeytävlingarna 2000 i Sydney.